# سینت جیمز (نبراسکا)
سینت جیمز (به انگلیسی: St. James) یک منطقهٔ مسکونی در ایالات متحده آمریکا است که در نبراسکا قرار دارد.